# Charles Gaines
Charles Wayne Gaines (Houston, 15 ottobre 1981) è un ex cestista statunitense.

## Palmarès
- Miglior rimbalzista CBA (2005)